# 成福寺 (鎌倉市)
成福寺（じょうふくじ）は、神奈川県鎌倉市小袋谷にある浄土真宗本願寺派の寺院である。山号を亀甲山（きっこうさん）、院号は法得院（ほうとくいん）と称す。境内にはビャクシンの木が植えられており、市の天然記念物に指定されている。また、鎌倉市内で唯一の浄土真宗の寺院である。

## 歴史
鎌倉時代の創建で、本尊は阿弥陀如来。開基（創立者）は、鎌倉幕府第3代執権 北条泰時の子、北条泰次（「沙門院泰次入道」、後に改宗し「成仏」）である。もと天台宗の寺院であったが、貞永元年（1232年）に親鸞に帰依、改宗し、現在の浄土真宗の寺院となった。俳優の笠智衆の墓がある。

## アクセス
江ノ電バス「小袋谷」より徒歩約5分